# علاقات الصين الإمبراطورية الخارجية

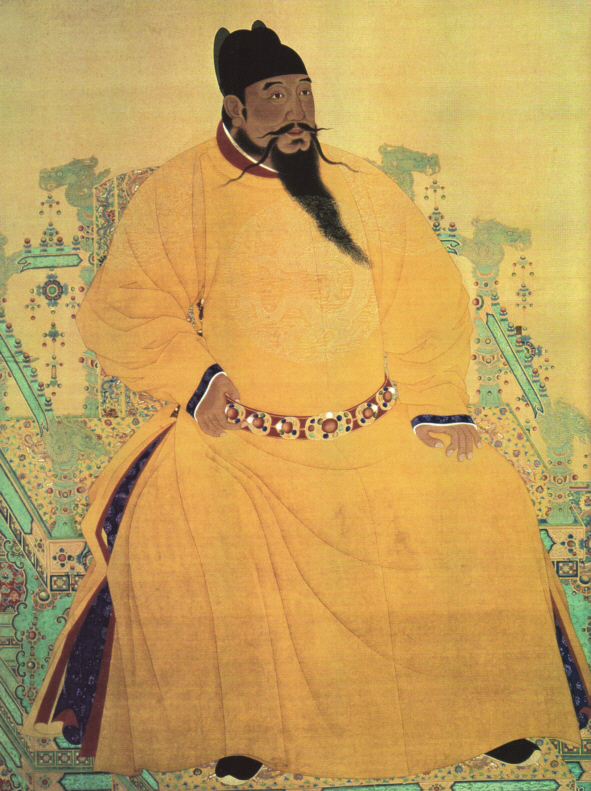

شملت العلاقات الخارجية للعصر الإمبراطوري من التاريخ الصيني منذ سلالة تشين حتى سلالة تشينغ العديد من المواقف التي ارتفعت  فيها ثروات السلالات وهبطت. أثّرت الثقافة الصينية على البلدان المجاورة وعلى تلك البعيدة، لكن الصين نفسها تحولت نتيجة للتأثيرات الخارجية وغُزيت أكثر من مرة. خلال سلالة هان الغربية، أنشئ طريق الحرير للتجارة الذي حقق الاتصال بين آسيا الوسطى الهلنستية وبلاد فارس المحكومة من الإمبراطورية الفرثية وجنوب آسيا مع الإمبراطورية الصينية. خلال القرن الثاني قبل الميلاد، أصبح تشانغ تشيان أول دبلوماسي صيني معروف يدخل عمق آسيا الوسطى بحثًا عن حلفاء ضد اتحاد شيونغنو المغولي. حاول الصينيون الهان الوصول إلى الإمبراطورية الرومانية وعلى الرغم من أن المهمة التي قادها جان يينغ عام 97 بعد الميلاد فشلت، تؤكد السجلات التاريخية الصينية أن الرومان سافروا إلى جنوب الصين وفيتنام عبر المحيط الهندي. أُدخلت البوذية من الهند إلى الصين خلال فترة هان الشرقية وانتشرت منها إلى فيتنام وكوريا واليابان المجاورة، التي اعتمدت جميعها الثقافات الكونفوشية المبنية على أساس النموذج الصيني.
بعد سقوط بلاد فارس الساسانية بيد الخلفاء الراشدين، بدأت الاتصالات الصينية مع العالم الإسلامي خلال عهد أسرة تانغ. دخلت الديانات الأجنبية للصين في هذا الوقت، مثل الزرادشتية والمسيحية النسطورية والإسلام، لكن البوذية الصينية والطاوية ظلتا بارزتين. تعاملت سلالة سونغ على أساس المساواة مع سلالتي لياو وجين المجاورتين حتى وقعت في براثن الغزو المغولي. أصبحت الإمبراطورية المغولية الدولة المهيمنة في آسيا، وشجع  السلام المغولي تجارة السلع والأفكار والتقنيات من الشرق إلى الغرب خلال أوائل ومنتصف القرن الثالث عشر. على سبيل المثال، كان بإمكان ماركو بولو السفر ذهابًا وإيابًا من البندقية إلى آسيا بأمان تام ودون مواجهة أي مخاطر. حكمت سلالة يوان المغولية التي أسسها قوبلاي خان من عاصمة خانباليق (بكين الحديثة). أدت الدبلوماسية الفاشلة لسلالة يوان مع شوغونية كاماكورا اليابانية إلى غزوات المغول لليابان، والتي انتهت هي أيضًا بفشل إمبراطورية يوان.
بعد انهيار سلالة يوان وقيام الإمبراطور هونغو بتأسيس سلالة مينغ عام 1368، انتشرت القوة الصينية الإمبراطورية في الخارج مع أسطول الكنوز الصيني من القرن الخامس عشر بقيادة الأدميرال تشنغ هي. كممثل عن الإمبراطور يونغلي، جاب أسطول تشنغ جميع أنحاء جنوب شرق آسيا والمحيط الهندي وشرق أفريقيا، مكرّمًا بعض الدول ومانحًا الهدايا الثمينة لها، حتى أنه غزا سريلنكا. لكن كل ذلك لم يدم، إذ فُكّك الأسطول في وقت لاحق وعزز أباطرة مينغ بعد ذلك السياسات الانعزالية فاقتصرت التجارة الدولية والاتصالات الخارجية على عدد قليل من الموانئ البحرية وغيرها من المواقع. شهدت هذه السياسات تبدّلًا تدريجيًا بعد وصول المستكشفين الأوروبيين مثل خورخي ألفاريز ورافايل بيريستيلو، وعلى الرغم من الحرب التي خيضت بداية ضد الإمبراطورية البرتغالية، مُنح البرتغاليون مستعمرة في ماكاو في القرن السادس عشر، كما بدأت البعثات اليسوعية الكاثوليكية بدخول الصين، وكان ماتيو ريتشي أول أوروبي يسمح له بدخول المدينة المحرمة لأباطرة مينغ في بكين. خلال سلالة تشينغ اللاحقة، حصل اليسوعيون من أوروبا مثل جوزيبي كاستيليون على تأييد في المحكمة وبقي الوضع على حاله حتى طرد معظم المبشرين عام 1706.
أدى تفكك الإمبراطورية المغولية في القرن الرابع عشر إلى جعل طرق التجارة في آسيا الوسطى خطرة وأجبرت قوى أوروبا الغربية على استكشاف الطرق البحرية. بعد الإمبراطورية البرتغالية والإسبانية، بدأت القوى البروتستانتية مثل الإمبراطورية الهولندية والإمبراطورية البريطانية التجارة مع الصين في أوائل القرن السابع عشر. منحت مملكة بريطانيا العظمى احتكارًا للتجارة مع الصين لشركة الهند الشرقية البريطانية عام 1600، فانكبت محكمة تشينغ للسيطرة على هذه التجارة المزدهرة مع الغرب عبر إنشاء «نظام كانتون» عام 1756، مانحة احتكار التجارة لتجار المصانع الثلاثة عشر وحصرها بكانتون (الاسم الذي كانت تعرف به غوانجو آنذاك) في الجنوب. فشلت بعثة ماكارتني البريطانية عام 1793 بإقناع الإمبراطور تشيان لونغ بفتح موانئ شمال الصين للتجارة الخارجية أو إقامة علاقات مباشرة. قابل الاستيراد البريطاني المتزايد للسلع مثل الشاي قيام بريطانيا ببيع الأفيون غير المشروع للمهربين، حتى أدى حظر تشينغ لبيع هذه المادة إلى حروب الأفيون وهزيمة الصين. استبدلت معاهدة نانكينغ عام 1842 نظام كانتون بسلسلة من الموانئ المفتوحة، منهية النظام التبعي.

## الخلفية
قبل العصر الحديث، كانت نظرية علاقات الصين الخارجية ترى أن الإمبراطورية الصينية هي السلالة السماوية، مركز الحضارة العالمية، وأن الإمبراطور الصيني هو زعيم العالم المتحضر. اعتقد أصحاب هذا الرأي أن الصين تساوي عبارة «الجميع تحت السماء»، وأن جميع الدول الأخرى روافد تحت سيطرة الحكم الصيني. كان بعضهم تابعًا مباشرًا. من الناحية النظرية، كانت الأراضي المحيطة بالعاصمة الإمبراطورية تعتبر «خمس مناطق خضوع»، وهي مناطق دائرية اختلفت حسب قوة التأثير الخيّر لابن السماء.
كانت هناك فترات عديدة مالت فيها السياسة الخارجية الصينية للانعزال، بسبب الرأي القائل إن بقية العالم كان فقيرًا ومتخلفًا ولم يقدم سوى القليل.
على الرغم من ذلك، كانت الصين مركزًا تجاريًا منذ وقت مبكر في تاريخها. جاءت العديد من تفاعلات الصين مع العالم الخارجي عبر طريق الحرير، وقد شمل ذلك الاتصال بممثلي الإمبراطورية الرومانية خلال القرن الثاني ميلادي، وزيارات الرحالة ماركو بولو من البندقية خلال القرن الثالث عشر.
كانت السياسة الخارجية الصينية تهدف عادةً إلى احتواء تهديد ما يسمى بالغزاة «البرابرة» (مثل شيونغنو والمغول وجورتشن) من الشمال، وقد كان ذلك ممكنًا عبر الوسائل العسكرية مثل الهجوم (الحملات العسكرية باتجاه الشمال)، أو الدفاع (مثل سور الصين العظيم)، كما رتب الصينيون تحالفات عبر الزواج عرفت باسم «زيجات السلام».
ميز الضباط الصينيون بين «البرابرة الناضجين أو المألوفين» (الأجانب المتأثرون بالثقافة الصينية) و«البرابرة الخام».
كانت السياسة الصينية حازمة في العديد من الفترات، ويمكن أخذ رحلات الكنوز التي قادها الأدميرال شينغ هي خلال عهد سلالة مينغ كمثال على ذلك.

## سلالة تشين
على الرغم من أن العديد من ملوك سلالتي شانغ وتشو حكموا الصين قبلها، كان حاكم لاية تشين، ينغ تشنغ (تشين شي هوانغ) أول من غزا الولايات التابعة في عهد سلالة تشو عام 221 قبل الميلاد، إضافة إلى غيرها من المناطق غير المتأثرة بالثقافة الصينية وأسلوب الحياة الصيني. كان ينغ تشنغ قادرًا على تحويل هذه الدول المختلفة إلى إمبراطورية قوية وموحدة نسبيًا هي إمبراطورية تشين. تحت قيادته وبدعم من مجتمع  قائم على الالتزام الصارم بالفلسفة القانونية، غزت دولته التي كانت منعزلة في يوم من الأيام جميع الدول المتحاربة المتنافسة في الصين القديمة. امتدت السيطرة الصينية كذلك إلى منغوليا الداخلية ومنشوريا في الشمال، ومع إرسال الحملات البحرية إلى الجنوب، قُمعت منطقة بايو الأصلية  وشمال فيتنام  وأخضعت للحكم الصيني.